# Rio Arinos
Rio Arinos – rzeka w centralno-zachodniej Brazylii. Jej długość wynosi ponad 400 mil (640 km). Ma swoje źródło w górach Araporé, na północny wschód od miasta Cuiabá. Płynie przez krótki odcinek na zachód, a następnie w kierunku północno-zachodnim przez płaskowyż Mato Grosso. Uchodzi do rzeki Juruena, która jest jednym z głównych dopływów źródłowych rzeki Tapajós.